# Iowa (Louisiana)
Iowa è un comune degli Stati Uniti d'America, situato nello Stato della Louisiana, in particolare nella parrocchia di Calcasieu.